# تاپر
تاپر (انگلیسی: Topper) شرکت تجهیزات ورزشی آرژانتینی است، که در سال ۱۹۷۵ تأسیس شد و هم‌اکنون زیرمجموعه‌ای از شرکت بی‌آراس می‌باشد.